# Поддорський район
Поддорський район (рос. Поддорский район) — муніципальне утворення у складі Новгородської області Росії. Адміністративний центр знаходиться в село Поддорьє.

## Географія
Район розташовується на південному заході Новгородської області та межує з чотирма її районами: Волотовським та Старорусським — на півночі і північному сході, Марьовським — на сході і Холмським районом на півдні. На заході межує з Дєдовицьким (на північному заході) і Бєжаницьким (на південному заході) районами Псковської області.
Площа території району — 2954,02 км.
Основні річки — Полисть, Порусья, Редья, Ловать.

### Охорона природи
На території Поддорського району на межі з Холмським районом 25 травня 1994 року було створено державний природний заповідник федерального значення — «Рдейський». Заповідник розташований на Приільменській низовині в зоні мішаних лісів серед найбільших в Європі Полістово-Ловатських болотних ландшафтів.
На межі Поддорського і Холмського районів створено державний природний заказник «Рдейський» комплексного (гідрологічного, біологічного) профілю, загальною площею 7,07 тис. га. Під охороною перебувають екосистеми верхового болота і озера Рдейського.
У 2000-х роках на території колишнього мисливського заказника, з метою збереження і відтворення чисельності окремих видів диких тварин та середовища їх проживання, на площі 17,1 тис. га було створено Поддорський державний біологічний природний заказник під контролем Комітету мисливського і рибного господарства Новгородської області. 2008 року Новгородською обласною думою з нього було знято охоронний статус.
На території Поддорського району створено 1 пам'ятку природи біологічного (ботанічного) профілю.
| № | Назва                                 | Тип       | Площа (га) | Розташування                  | Створення                              | Дата               | Характеристика                                                           | Фото |
| - | ------------------------------------- | --------- | ---------- | ----------------------------- | -------------------------------------- | ------------------ | ------------------------------------------------------------------------ | ---- |
| 1 | Лісові квартали № 4, № 10, № 20, № 21 | ботанічна | ~          | Поддорське сільське поселення | Розпорядження Адміністрації НО № 26-рз | 13 січня 1992 року | Водно-болотні угіддя. Рідкісні та зникаючі види тварин, рослин і грибів. |      |

## Муніципально-територіальний устрій
У складі муніципального району 3 сільських поселення, які об'єднують 155 населених пунктів, що перебувають на обліку (разом із залишеними).
| Муніципальне утворення             | Адмінцентр      | Кількість населених пунктів | Населення (осіб, 2017 рік) | Площа (км²) | Карта                       |
| ---------------------------------- | --------------- | --------------------------- | -------------------------- | ----------- | --------------------------- |
| Белебьолковське сільське поселення | село Белебьолка | 69                          | 857▼                       | 1131,00     | Поддор'є Белебьолка Селєєво |
| Поддорське сільське поселення      | село Поддор'є   | 49                          | 2687▼                      | 1124,50     | Поддор'є Белебьолка Селєєво |
| Селєєвське сільське поселення      | село Селєєво    | 37                          | 496▼                       | 698,52      | Поддор'є Белебьолка Селєєво |

## Економіка

### Гірництво
На території району ведеться відкрита розробка корисних копалин ТОВ «Новгордская Торгово-Промышленая Компания». Розробка ведеться відкритим способом на таких родовищах і в кар'єрах:
- Пісок будівельний: Каковка-2 (за 4,5 км на південний схід від села Каковка).
- Піщано-гравійний матеріал (ПГМ, ПГС): Каковка (за 4,5 км на південний схід від села Каковка)[21].